# CS Grevenmacher
Club Sportif Grevenmacher je luksemburgški nogometni klub iz grada Grevenmachera. 
27. srpnja 1997. igrao je na Poljudu protiv splitskog HNK Hajduka u Kupu UEFA.

## Uspjesi
- Luksemburgška prva liga

Osvajač (1): 2002/03
Drugoplasirani (7): 1993/94, 1994/95, 1995/96, 1996/97, 1999/00, 2000/01, 2001/02
- Luksemburgški kup

Osvjač (3): 1994/95, 2002/03
Finalist (4): 1950/51, 1952/53, 1953/54, 1958/59

## U europskim natjecanjima
Statistika CS Grevenmachera u europskim natjecanjima
| Klub            | Uta. | Pob. | Izj. | Por. | Po. | Pr. | Gr  |
| --------------- | ---- | ---- | ---- | ---- | --- | --- | --- |
| CS Grevenmacher | 18   | 3    | 2    | 13   | 14  | 49  | -35 |

## Vanjske poveznice
- CS Grevenmacher službene stranice